# Albert Víctor del Regne Unit
Albert Víctor del Regne Unit, duc de Clarence (Windsor 1864 - Londres 1892). Príncep del Regne Unit de la Gran Bretanya i d'Irlanda i duc de Clarence era fill primògenit dels reis Eduard VII del Regne Unit i Alexandra de Dinamarca. Era per tant, net de la reina Victòria I del Regne Unit, del príncep Albert de Saxònia-Coburg Gotha i del rei Cristià IX de Dinamarca i de la princesa Lluïsa de Hessen-Kassel.
Nascut a Windsor dos mesos prematurament era intel·lectualment limitat, inclús s'arribà a afirmar que patia cert endarreriment mental. El príncep i el seu germà, el príncep Jordi van rebre una formació militar a la marina anglesa entrant al HMS Bacchante.
L'any 1891 es prometé amb la seva cosina la princesa Maria de Teck filla del duc Alexandre de Teck i de la princesa Maria Adelaida del Regne Unit. El compromís amb la princesa de Teck arribava després de diversos intents frustrats de compromís amb la princesa Alexandra de Hessen-Darmstadt i de la princesa Helena d'Orleans, en el primer cas el príncep britànic no era correspost i en el segon la princesa era catòlica i no estava disposada a abandonar la seva fe.
El compromís arribava després d'una vida realment escandalosa; mentre segons el biograf oficial de la reina Maria de Teck, que havia estat la seva promesa, el príncep portava una vida 'dissipada', d'acord amb el biògraf del rei Jordi V del Regne Unit el príncep havia estat involucrat en un escàndol relacionat amb un prostíbul d'homosexuals. A part d'aquests comentaris el temps atribuí un seguit de responsabilitats al duc de Clarence. Se li atribuí la personalitat de Jack the Ripper, un delinqüent anònim que assassinà a un seguit de prostitutes londinenques la primavera de 1888, aquesta atribució històricament fou desmentida perquè el príncep vivia a Escòcia durant aquest temps. També se li atribuí ésser present durant l'escàndol a un prostibul londinenc, a Cleveland Street, que implicà a nombrosos aristòcrates britànics l'any 1890.
El 14 de gener de 1892 el príncep moria a causa d'una pneumònia abans de contraure matrimoni. La princesa de Teck es casà amb el príncep i futur rei Jordi V del Regne Unit formant un llarg i feliç matrimoni. La mort del duc de Clarence tampoc fou lliure de comentaris. S'afirmà que en realitat fou un suïcidi argumentant que el príncep s'administrà conscientment una alta dosis de morfina. Es digué que fou eliminat per tal de saltar-se'l a la línia de successió. Altres rumors digueren que en realitat visqué fins als anys 1920 en una habitació del Palau d'Osborne a l'illa de Wight.